# Olympische Sommerspiele 1960/Teilnehmer (Irak)
| Gelbes Symbol für Goldmedaillen mit stilisierten Olympischen Ringen | Graues Symbol für Silbermedaillen mit stilisierten Olympischen Ringen | Braundes Symbol für Bronzemedaillen mit stilisierten Olympischen Ringen |
| ------------------------------------------------------------------- | --------------------------------------------------------------------- | ----------------------------------------------------------------------- |
| —                                                                   | —                                                                     | 1                                                                       |

Der Irak nahm an den Olympischen Sommerspielen 1960 in der italienischen Hauptstadt Rom mit einer Delegation von 21 männlichen Sportlern an 23 Wettbewerben in fünf Sportarten teil.
Nach den Olympischen Sommerspielen 1948 war es die zweite Teilnahme des Iraks an Olympischen Sommerspielen.
Jüngster Athlet war mit 20 Jahren und 11 Tagen der Boxer Khalid Al-Karkhi, ältester Athlet der Gewichtheber Hadi Abdul Jabbar (30 Jahre und 228 Tage).

## Medaillen
Mit einer gewonnenen Bronzemedaille belegte das irakische Team Platz 41 im Medaillenspiegel.

### Bronze
| Abdul Wahid Aziz | Gewichtheben | Leichtgewicht |

## Teilnehmer nach Sportarten

### Boxen
- Khalid Al-Karkhi
  - Halbweltergewicht

Rang neun
Runde eins: Freilos
Runde zwei: Punktsieg gegen Grace Seruwagi aus Uganda (4:1 Runden, 294:291 Punkte – 59:58, 59:58, 57:59, 59:58, 60:58)
Runde drei: Punktniederlage gegen Clement Quartey aus Ghana (0:5 Runden, 280:299 Punkte – 54:60, 55:60, 55:60, 58:59, 58:60)

- Taha Abdul Karim
  - Leichtgewicht

Rang 17
Runde eins: Freilos
Runde zwei: Punktniederlage gegen Kazimierz Paździor aus Polen (0:5 Runden, 274:300 Punkte – 55:60, 54:60, 57:60, 55:60, 53:60)

### Gewichtheben
- Abdul Wahid Aziz
  - Leichtgewicht

Finale: 380,0 kg, Rang drei 
Militärpresse: 117,5 kg, Rang zwei
Reißen: 115,0 kg, Rang drei
Stoßen: 147,5 kg, Rang vier

- Hadi Abdul Jabbar
  - Schwergewicht

Finale: 432,5 kg, Rang zehn
Militärpresse: 147,5 kg, Rang sechs
Reißen: 125,0 kg, Rang elf
Stoßen: 160,0 kg, Rang 13

- Ali Hassain Hussain
  - Bantamgewicht

Finale: 312,5 kg, Rang acht
Militärpresse: 87,5 kg, Rang 13
Reißen: 100,0 kg, Rang vier
Stoßen: 125,0 kg, Rang acht

- Zuhair Elia Mansour
  - Bantamgewicht

Finale: 290,0 kg, Rang 15
Militärpresse: 87,5 kg, Rang 13
Reißen: 85,0 kg, Rang 15
Stoßen: 117,5 kg, Rang 15

- Shakir Salman
  - Leichtschwergewicht

Finale: 390,0 kg, Rang neun
Militärpresse: 115,0 kg, Rang 16
Reißen: 120,0 kg, Rang sieben
Stoßen: 117,5 kg, Rang sieben

### Leichtathletik
4 × 100 Meter Staffel
- Ergebnisse
Runde eins: ausgeschieden in Lauf eins (Rang vier), 41,7 Sekunden (handgestoppt), 41,87 Sekunden (automatisch gestoppt)
- Staffel
Fahmi Falih
Mahmoud Ghanim
Jassim Karim Kuraishi
Khudhir Zalata

Einzel
- A. Abdul Razzak
  - Dreisprung

Qualifikationsrunde: Gruppe C, 14,56 Meter, Rang zehn, Gesamtrang 32, nicht für das Finale qualifiziert
Versuch eins: 14,08 Meter
Versuch zwei: 14,56 Meter
Versuch drei: 14,27 Meter

- - Weitsprung

Qualifikationsrunde: Gruppe A, 6,37 Meter, Rang 17, Gesamtrang 46, nicht für das Finale qualifiziert
Versuch eins: ungültig
Versuch zwei: 6,37 Meter
Versuch drei: 6,37 Meter

- Mohamed Abdul Razzak
  - Hochsprung

Qualifikationsrunde: keine gültige Höhe, nicht für das Finale qualifiziert
1,90 Meter: ungültig, drei Fehlversuche

- Mohamed Abdullah
  - Stabhochsprung

Qualifikationsrunde: keine gültige Höhe, nicht für das Finale qualifiziert
3,80 Meter: ungültig, drei Fehlversuche

- Nazzar Al-Jamali
  - 110 Meter Hürden

Runde eins: ausgeschieden in Lauf drei (Rang sechs), 15,8 Sekunden (handgestoppt), 15,99 Sekunden (automatisch gestoppt)
  - 400 Meter Lauf

Runde eins: ausgeschieden in Lauf fünf (Rang sechs), 58,0 Sekunden (handgestoppt)

- Fahmi Falih
  - 200 Meter Lauf

Runde eins: ausgeschieden in Lauf zwölf (Rang vier), 22,6 Sekunden (handgestoppt), 22,77 Sekunden (automatisch gestoppt)

- Nayef Mohamed Hameed
  - Diskuswurf

Qualifikationsrunde: Gruppe A, 39,37 Meter, Rang 15, Gesamtrang 34, nicht für das Finale qualifiziert
Versuch eins: 38,13 Meter
Versuch zwei: 38,50 Meter
Versuch drei: 39,37 Meter

- - Kugelstoßen

Qualifikationsrunde: 13,65 Meter, Rang 23, nicht für das Finale qualifiziert
Versuch eins: 13,52 Meter
Versuch zwei: 12,61 Meter
Versuch drei: 13,65 Meter

- Jassim Karim Kuraishi
  - 400 Meter Lauf

Runde eins: ausgeschieden in Lauf acht (Rang fünf), 49,2 Sekunden (handgestoppt), 49,35 Sekunden (automatisch gestoppt)

- Salah Abdul Hamid Majid
  - Speerwurf

Qualifikationsrunde: Gruppe B, 57,52 Meter, Rang 14, Gesamtrang 27, nicht für das Finale qualifiziert
Versuch eins: 57,52 Meter
Versuch zwei: 54,18 Meter
Versuch drei: 52,25 Meter

- Kassim Mukhtar
  - 1500 Meter Lauf

Runde eins: ausgeschieden in Lauf drei (Rang 13), 4:00,1 Minuten (handgestoppt), 4:00,33 Minuten (automatisch gestoppt)
  - 5000 Meter Lauf

Runde eins: ausgeschieden in Lauf eins (Rang elf), 15:00,6 Minuten (handgestoppt), 15:00,97 Minuten (automatisch gestoppt)

- Khudhir Zalata
  - 100 Meter Lauf

Runde eins: ausgeschieden in Lauf sieben (Rang sechs), 11,3 Sekunden (handgestoppt), 11,50 Sekunden (automatisch gestoppt)

### Radsport
Straße
- Mahmood Munim
  - Straßenrennen (175,3 km)

Finale: Wettkampf nicht beendet (DNF)

- Hamid Oraibi
  - Straßenrennen (175,3 km)

Finale: Wettkampf nicht beendet (DNF)

### Ringen
- Ahmed Sayed Kasim
  - Federgewicht

Rang zehn, ausgeschieden nach Runde drei mit sechs Minuspunkten
Runde eins: Unentschieden gegen Roberto Vallejo aus Mexiko, zwei Minuspunkte
Runde zwei: Punktsieg gegen Stefanos Ioannidis aus Griechenland, drei Minuspunkte
Runde drei: Punktniederlage gegen Louis Giani aus den Vereinigten Staaten von Amerika, sechs Minuspunkte